# Песма Интервизије
Песма Интервизије (енгл. Intervision Song Contest, рус. Интервидение) је био интернационални фестивал такмичарског карактера у ком су се такмичиле претежно државе Гвоздене завесе као и државе чланице Шангајске организације за сарадњу. Она је била пандан и одговор совјетског блока Песми Евровизије. Организовала га је Интернационална радиотелевизијска организација познатија под именом Интервизија. Такмичење се углавном одржавало у Сопоту, Пољској.
Песма Интервизије је одржавана између 1977. и 1980. године и заменила је Фестивал песама у Сопоту који је одржаван од 1961. 1981, фестивал је отказан због раста у популарности покрета за независну пољску трговинску унију под називом Солидарност, која је оцењена као анти-револуционарна.

## Историја
Први фестивал је одржан 1961. под организацијом Владислава Спилмана у сарадњи са Симоном Закрзевским. Прва три издања су одржана на Гдањском бродоградилишту, после које је фестивал премештен у Шумску оперу.
Између 1977. и 1980. га је заменила Песма Интервизије која је исто била одржавана у Сопоту. Такмичење је користило више различитих формата да изабере победнике. Фестивал је увек био отворен за неевропске певаче и државе као што су Куба, Доминиканска Република, Монголија, Нови Зеланд, Нигерија, Перу, Јужна Африка и многе друге.
Такмичење губи на популарности током 80-их и 90-их. од 1994. је организован под надлежношћу националног емитера Пољске (ТВП), а 2005. прелази у руке приватног емитера (ТВН). Од 1999. због раста у популарности Песме Евровизије у бившим земљама учесницама, такмичење се не одржава у том формату, већ организатори позивају велике тачке да наступају. Фестивал је отказан у 2010. и 2011. због економске кризе. Од повратка 2012. године, фестивал се зове Фестивал најбољи од најбољих у Сопоту и преноси га Полсат. Неки од наступа великих звезда на овом фестивалу су Чарлс Азнавур, Бони Ем, Џони Кеш, Чак Бери, Ванеса Меј, Ани Ленокс, Vaya Con Dios, Крис Реа, Танита Тикарам, Ла Тоја Џексон, Витни Хјустон, Kajagoogoo, Горан Бреговић и Анастасија.

### Покушај поновног емитовања
Фестивал је поново одржан 2008. године.
2009. године тада премијер Русије Владимир Путин је предложио поновно покретање такмичења, које би се организовало са извођачима из Русије, Кине и земаља централне Азије, углавном чланица Шангајске организације за сарадњу. У мају 2014. године је објављено да ће се такмичење вратити на редован програм после 34 године, са такмичарима из држава чланица Заједнице независних држава, Шангајске организације за сарадњу и бивших совјетских република.
Такмичење је требало да поново заживи због руског беса на „морално посрнуће запада”, највише мислећи на победу Кончите Вурст на Песми Евровизије 2014. Такмичење је такође виђено као дипломатски алат Владимира Путина за ширење руских интереса. Упркос плановима за одржавање такмичења 2014. које је првобитно одложено за 2015, оно се до данас није десило.. Такмичење би се одржало у Сочију, а 7 земаља је изразило вољу да учествује: Казахстан, Кина, Киргистан, Русија, Таџикистан, Туркменистан и Узбекистан.

## Учешће
Легенда
  — Државе које више не постоје
| Држава          | Деби  | Задње учешће | Година повратка | Број учесника | Победе | Емитер(и)                           |
| --------------- | ----- | ------------ | --------------- | ------------- | ------ | ----------------------------------- |
| Азербејџан      | 2008. | /            |                 | 1             | 0      | İTV                                 |
| Белорусија      | 2008. | /            |                 | 1             | 0      | BTRC                                |
| Белгија         | 1979. | 1980.        |                 | 1             | 0      | VRT (Холандски) RTBF (Француски)[a] |
| Бугарска        | 1977. | 2008.        |                 | 4             | 0      | BNT                                 |
| Канада          | 1978. | 1979.        |                 | 1             | 0      | CBC                                 |
| Куба            | 1977. | 1978, 2008.  | 1979.           | 3             | 0      | ICRT                                |
| Мађарска        | 1977. | 2008.        |                 | 4             | 0      | MTV                                 |
| Источна Немачка | 1977. | 1977?        |                 | 4             | 0      | DFF                                 |
| Јерменија       | 2008. | /            |                 | 1             | 0      | AMPTV                               |
| Југославија     | 1977? | 1978.        | 1979.           | 2             | 0      | JRT                                 |
| Казахстан       | 2008. | /            |                 | 2             |        | ATV                                 |
| Киргистан       | 2008. | /            |                 | 2             |        | KTR                                 |
| Летонија        | 2008. | /            |                 | 1             | 0      | LTV                                 |
| Молдавија       | 2008. | /            |                 | 1             | 0      | TRM                                 |
| Мароко          | 1979. | 1980.        |                 | 1             | 0      | SNRT                                |
| Пољска          | 1977. | 2008.        |                 | 4             | 1      | TVP                                 |
| Португал        | 1977. | 1980.        |                 | 1             | 0      | RTP                                 |
| Румунија        | 1977. | 2008.        |                 | 4             | 0      | TVR                                 |
| Русија          | 2008. | /            |                 | 2             |        | C1R                                 |
| Совјетски Савез | 1977. | 2008.        |                 | 4             | 1      | CT USSR                             |
| Таџикистан      | 2008. | /            |                 | 2             | 1      |                                     |
| Туркменистан    | 2008. | /            |                 | 1             | 0      | TTV                                 |
| Украјина        | 2008. | /            |                 | 1             | 0      | NTU                                 |
| Финска          | 1977. | 2008.        |                 | 4             | 1      | YLE (Фински)                        |
| Холандија       | 1980. | 2008.        |                 | 1             | 0      | NOS (1956–2009)                     |
| Чехословачка    | 1977. | 2008.        |                 | 4             | 1      | CST                                 |
| Швајцарска      | 1980. | 2008.        |                 | 1             | 0      | SRG SSR                             |
| Шпанија         | 1977. | 2008.        |                 | 4             | 0      | TVE                                 |

## Победници
| Година                                 | Датум         | Локација | Победница       | Извођач(и)       | Песма                  | Језик         |
| -------------------------------------- | ------------- | -------- | --------------- | ---------------- | ---------------------- | ------------- |
| 1977.                                  | 24–27. август | Сопот    | Чехословачка    | Елена Водрачкова | „Malovaný džbánku”     | чешки         |
| 1978.                                  | 23–26. август | Сопот    | Совјетски Савез | Ана Пугачева     | „Всё могут короли"     | руски         |
| 1979.                                  | 22–25. август | Сопот    | Пољска          | Чеслав Нимен     | „Nim przyjdzie wiosna" | пољски        |
| 1980.                                  | 20–23. август | Сопот    | Финска          | Марион Рунг      | „Hyvästi yö"           | фински        |
| Фестивал није одржан од 1981. до 2007. |               |          |                 |                  |                        |               |
| 2008.                                  | 28–31. август | Сочи     | Таџикистан      | Тамина Нијазова  | „Занги телефон”        | таџикистански |
| Фестивал није одржан од 2009.          |               |          |                 |                  |                        |               |

### Државе победници
| Број победа | Држава          | Године |
| ----------- | --------------- | ------ |
| 1           | Таџикистан      | 2008.  |
| 1           | Финска          | 1980.  |
| 1           | Пољска          | 1979.  |
| 1           | Совјетски Савез | 1978.  |
| 1           | Чехословачка    | 1977.  |